# Drogomil
Drogomil (niem. Nenkersdorf)– wieś w Polsce położona w województwie lubuskim, w powiecie nowosolskim, w gminie Bytom Odrzański.
W latach 1975–1998 miejscowość administracyjnie należała do województwa zielonogórskiego.

## Nazwa
Nazwa należy do grupy nazw patronomicznych i pochodzi od staropolskiego męskiego imienia założyciela miejscowości Drogomiła. Imię to składa się z dwóch części złożone z członów Dro(go)- („drogi”) i -mił („miły”). Oznaczało ono prawdopodobnie, że jego posiadacz był "drogi oraz miły". Heinrich Adamy swoim dziele o nazwach miejscowości na Śląsku wydanym w 1888 roku we Wrocławiu wymienia jako najstarszą zanotowaną nazwę miejscowości Drogumil podając jej znaczenie „Dorf des Drogumil” czyli po polsku „Wieś Drogomiła”.